# 베레니카 톰시아
베레니카 톰시아(Berenika Tomsia, 1988년 3월 18일 ~ )는 폴란드의 배구 선수이다.
현재 일본 NEC Red Rockets에서 뛰고 있으며, 포지션은 라이트 공격수이다.
센터 공격수로 활동을 시작하였으나 2014-15 시즌부터 라이트로 포지션을 변경하였다.

## 소속팀
- Energa Gedania Gdańsk (1999-2008)
- BKS Stal Bielsko-Biała (2008-2011)
- Scavolini Pesaro (2011-2012)
- 페네르바흐체 (2012-2013)
- LTS Legionovia Legionowo (2013-2014)
- Metalleghe Sanitars Montichiari (2014-2016)
- 이모코 발리 코넬리아노 (2016-2017.01)
- Saugella Team Monza (2017.01-2018)
- 인천 흥국생명 핑크스파이더스 (2018-2019)
- NEC Red Rockets (2019-)

## 수상 경력

### 단체 수상

#### 국가대표팀
- 폴란드 여자 배구 국가대표팀
  - 월드그랑프리 (2그룹)
    -  우승 (1회) : 2017
    -  준우승 (1회) : 2016

#### 개인 클럽
- 페네르바흐체 (2012-2013)
  -  FIVB 여자 배구 클럽 세계 선수권
    -  3위 (1회) : 2012

  -  CEV 여자 배구 컵
    -  준우승 (1회) : 2012-13
- 인천 흥국생명 핑크스파이더스 (2018-2019)
  - V-리그
    - 챔피언결정전
      -  우승 (1회) : 2018-19

    - 정규리그
      -  1위 (1회) : 2018-19